# Allmän jämvikt
Allmän jämvikt är ett begrepp inom nationalekonomi som betecknar en situation där samtliga marknader i en ekonomi befinner sig i jämvikt. Detta betyder att priserna på respektive marknad är sådana att utbud och efterfrågan är lika stora.
Allmän jämviktsteori studerar ekonomier med användning av modellen för jämviktspriser och försöker fastställa under vilka villkor som antagandet om allmän jämvikt är giltigt. Den som införde allmän jämviktsteori var Léon Walras i hans bok Éléments d'économie politique pure ou Théorie de la richesse sociale (1874).